# Pentecost University College
Die Pentecost University College (PUC) in Sowutuom, Accra ist ein University College, das die Universität von Ghana angeschlossen ist. Die Organisationsstruktur der Universität sieht den Leiter der Pfingstkirche in Ghana als Kanzler der PUC vor.

## Geschichte
Das World Mission Bible College der Pfingstbewegung wurde als Vorgänger der heutigen PUC bereits im Jahr 1954 gegründet, jedoch im Jahr 1955 geschlossen. Im Februar 1972 wurde der Gedanke einer höheren Bildungseinrichtung der Pfingstbewegung mit dem Pentecoast Bible Centre (PBC) mit wiederbelebt. Fünf Studenten wurden im McKeown Temple in Kumasi aufgenommen und begannen ihre Ausbildung unter dem ersten Vorsitzenden David Milles. Bei der Eröffnung anwesend waren auch James McKeown, der Gründer der Pfingstkirche und Joseph Egyir Paintsil. Erneut geschlossen wurde die Bildungseinrichtung in Kumasi im Jahr 1974.
Bereits 1981 wurde die höhere Bildungseinrichtung der Pfingstbewegung erneut unter dem Namen Pentecost Bible Centre in Madina eröffnet. 1983 zog das Institut in die Nähe von Accra und Lionel Currie wurde zwischen 1985 und 1992 nach David Mills Vorsitzender der Schule. Im Jahr 1992 folgte ihm John Waller im Vorsitz nach und wurde im Jahr 1997 vom ersten afrikanischen Leiter der Schule, Michael M. Kopah bis Oktober 2002 abgelöst. Am 22. März 2003 wurde das Pentecoast Bible College in den Status eines University College durch den Präsidenten Ghanas John Agyekum Kufuor erhoben. Opoku Onyinah wurde erster Rektor der Universität. Im November 2004 folgte die Zulassung als University College durch das National Accreditation Board.

## Fakultäten
Seit Februar 2005 ist die PUC in drei Fakultäten unterteilt:
- Fakultät für Theologie und Missionarstätigkeit
- Fakultät für Betriebswissenschaften
- Fakultät für Informationstechnologie